# 마리오네트 (음반)
《마리오네트》(マリオネット)는 2008년 2월 27일 발매된 TV애니메이션 ‘안녕, 절망선생’제2기 엔딩과 수록곡의 앨범이다. 아티스트는 ROLLY와 안녕 절망선생에 참가한 성우로 이루어진 절망소녀들이다.

## 수록곡
1. 마리오네트(マリオネット)
아티스트 : ROLLY와 절망소녀들(타니이 아스카, 사나다 아사미, 고토 유코, 마츠키 미유)
작사,작곡 : ROLLY, 작곡/편곡 : 長谷川智樹
2. 부적(オマモリ)
아티스트 : 절망소녀들 (노나카 아이, 이노우에 마리나, 코바야시 유우, 신타니 료코)
작사 : 只野菜摘, 작곡/편곡 : 川田瑠夏
3. 마리오네트 Off Vocal(マリオネット 歌無し)
4. 부적 off Vocal(オマモリ 歌無し)

## 안녕, 절망선생 엔딩
- 트랙1 ‘마리오네트’는 속 절망선생 메인 엔딩으로 사용되었다.